# Clyde (Fluss)

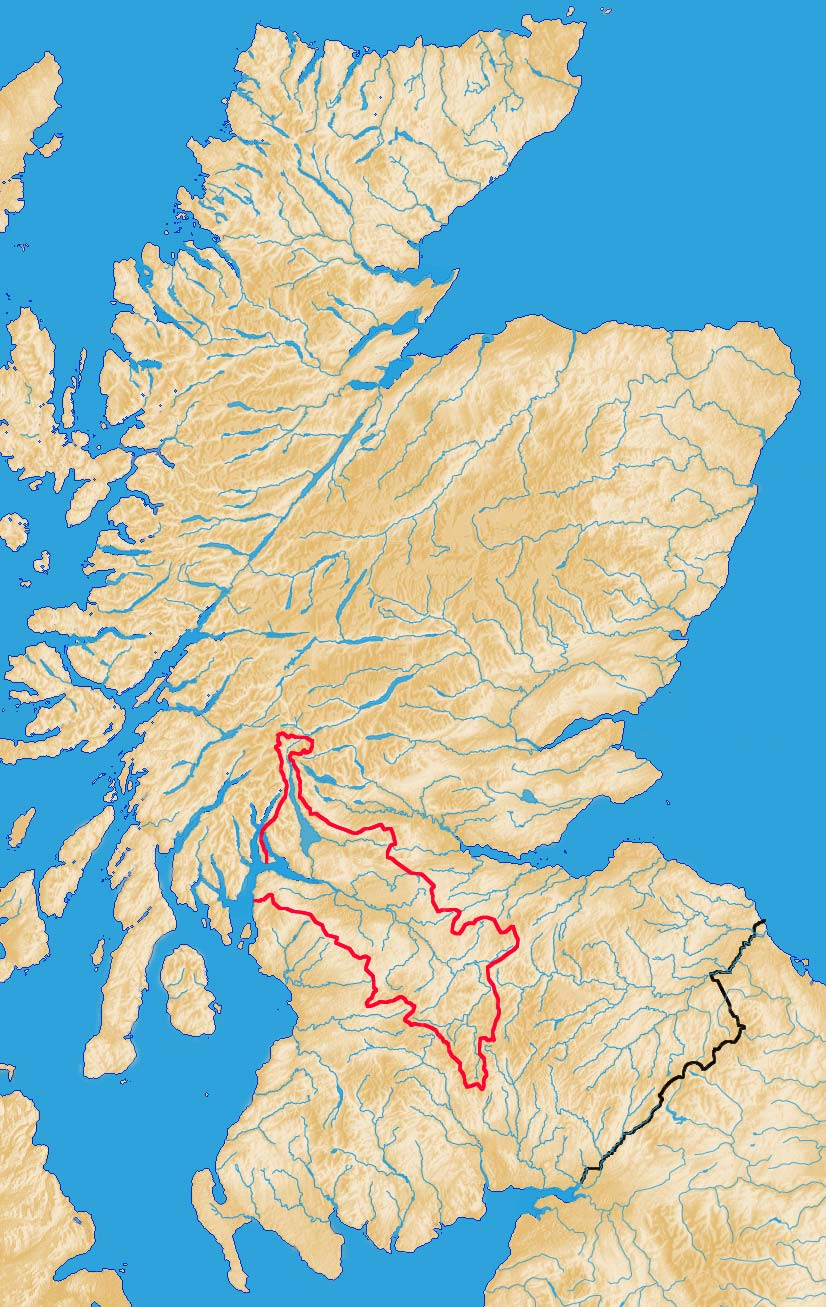
Einzugsgebiet des River Clyde

Der Clyde, River Clyde, schottisch-gälisch Cluaidh, ist einer der großen Flüsse in Schottland. Der Clyde ist mit 170 Kilometern Länge der neuntlängste Fluss des Vereinigten Königreichs und, nach Tay und Spey, der drittlängste Fluss Schottlands. In Glasgow, der größten Stadt Schottlands, quert die Glasgow Bridge den Fluss. Der Clyde hatte für die Schifffahrt und den Schiffbau des Vereinigten Königreichs lange eine große Bedeutung.

## Verlauf
Der Clyde entspringt in den Lowther Hills in South Lanarkshire. Er entsteht aus dem Zusammenfluss der beiden Flüsse Potrail Water und Daer Water. Am Oberlauf bildet er bei Corra Linn  einen Wasserfall. Bei Greenock mündet er in den Meeresarm Firth of Clyde.

## Wirtschaftliche Bedeutung

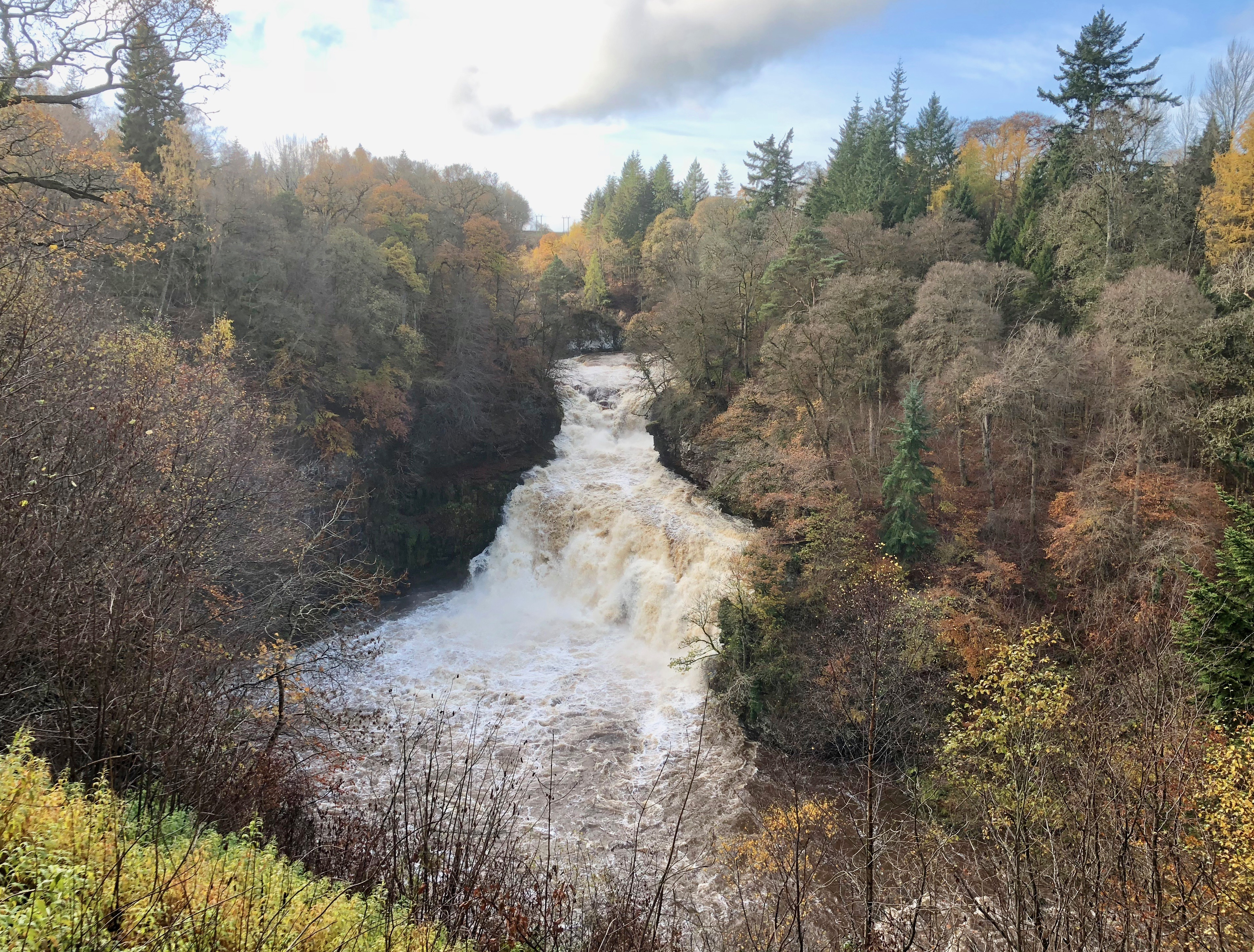
Der Wasserfall in Corra Linn

Im Zeitalter der Industriellen Revolution waren der Clyde und der Hafen von Glasgow von großer Bedeutung für den Handel mit Nordamerika. So wurde der Clyde im 18. Jahrhundert wichtiger Umschlagplatz für Tabak und Baumwolle. Nachdem der Handel abflaute, übernahm der Schiffbau den höchsten Stellenwert zusammen mit der Stahlindustrie. Während des Zweiten Weltkrieges erlitten die Werften durch deutsche Bombenangriffe schwere Schäden. Im Zuge allgemeiner Rezession begann nach dem Krieg auch am Clyde der Niedergang des Schiffbaus, so dass die meisten Werften schließen mussten. Die Folge war in den 1960er und 1970er Jahren ein dramatischer Anstieg der Arbeitslosigkeit. 1967 lief mit der Queen Elizabeth 2 das letzte am Clyde gebaute Passagierschiff vom Stapel. Heute existieren noch zwei Werften in Govan und Scotstoun, die beide zum Rüstungskonzern BAE SYSTEMS gehören. Dort werden unter anderem die Lenkwaffenzerstörer der Daring-Klasse sowie die Landungsschiffe der Bay-Klasse gebaut.